# Cyril Albert Clowes
Cyril Albert Clowes CBE, DSO, MC, avstralski general, * 1. marec 1892, † 19. maj 1968.
Clowes je najbolj znan po tem, da je dosegel prvo pehotno zmago nad Japonci med drugo svetovno vojno.